# La conquista dei diamanti
La conquista dei diamanti è un film muto italiano del 1915 diretto da Augusto Genina.

## Trama
L'avventuriero Teni deruba il visconte Roh del testamento che l'aveva lasciato erede di una miniera di diamanti nella Colonia del Capo. Con l'aiuto dell'investigatore Joe Brace, Roh insegue il ladro dapprima Londra, poi in Russia dove Teni tenta di derubare il ricco Olkewsky. Scoperto, Teni rapisce la moglie di Roh e ricatta il visconte. Solo l'intervento di Brace consentirà di sconfiggere Teni, liberare la viscontessa e recuperare il testamento rubato.

## Produzione
La conquista dei diamanti è stato il secondo film (il primo fu La fuga dei diamanti uscito l'anno precedente) di un dittico che Augusto Genina realizzò dopo il suo trasferimento dalla "Cines" alla "Milano Films", causato dal rifiuto, da parte della casa di produzione romana, di meglio retribuire la sua attività. 

Fotogramma del film

Fotogramma del film

Ciò l'indusse ad accettare la proposta di Negroni, diventato regista di punta dell'azienda della Bovisa, dove erano in funzione le più moderne attrezzature cinematografiche ed i teatri di posa erano stati da poco attrezzati con luci artificiali, con le quali questa fu une delle prime pellicole ad essere realizzate.
I due film del "ciclo dei diamanti", interamente ideati e scritti - oltre che diretti - da Genina, rientravano nella nuova politica produttiva avviata dalla "Milano Film" negli anni immediatamente precedenti la guerra: realizzare, in alternativa ai "colossal"  storici, drammi avventurosi, spionistici e polizieschi, oppure di ambiente borghese contemporaneo, tutti meno costosi come necessità produttive. Il gradimento del pubblico per queste tematiche portò l'azienda milanese all'innovazione di estendere la dimensione delle pellicole sino a realizzare, come in questo caso, dei lungometraggi.
In entrambe le pellicole del dittico la principale interprete fu l'attrice Jaunita Cozzi Kennedy,della quale non risultano altri ruoli, a parte una sola altra partecipazione conosciuta, in pellicole italiane.

## Accoglienza
Nonostante che i commenti del tempo mettessero in evidenza le finalità apertamente commerciali di questo film avventuroso della "Milano Film", che in sede di censura subì alcuni tagli di scene di violenza, purtuttavia non mancarono aperti elogi alle qualità delle pellicole e del suo regista. Vi fu, infatti, chi scrisse che «il lavoro è anche eseguito superbamente bene. Caso strano perché sinora ci si cura del genere, ma poco dell'esecuzione. Questa film può stare alla pari per esecuzione ed interpretazione con quelle straniere e delle migliori. É fatta con una proprietà di mezzi in cui si vede che nulla è stato lesinato. Interni bellissimi ed esterni meravigliosi, ed interpretato meravigliosamente da tutti gli artisti».
La conquista dei diamanti, al contrario de La fuga dei diamanti, prima pellicola del dittico, non è sopravvissuto al tempo ed è pertanto considerato attualmente perduto.